# Michaël Van Droogenbroeck
Michaël Van Droogenbroeck (Brussel, 31 oktober 1978) is een Vlaams journalist bij de VRT.

## Biografie
Van Droogenbroeck groeide op in Sint-Anna-Pede en doorliep zijn middelbare school in Brussel en studeerde politieke en sociale wetenschappen aan de Katholieke Universiteit Brussel (KUB) en vervolgens de KU Leuven (1996-2000). Vlak na zijn studies was hij als wetenschappelijk medewerker verbonden aan de KUB en KU Leuven. Tegelijk ging hij voor Radio 2 werken als reporter. Als tiener presenteerde hij al op de lokale radio.
Sinds 16 augustus 2005 werkt hij als journalist en verslaggever bij de televisienieuwsdienst van de openbare omroep. Zijn eerste opdracht was buitenlandse nieuwsberichten van persagentschappen herwerken. Daarna werkte hij enkele jaren voor de redactie van Terzake. In 2007 stapte hij over naar de redactie van het Het Journaal, waar hij zich bezighield met politieke verslaggeving. Sedert 2010 (door de overstap van Paul D'Hoore naar VTM en naar aanleiding van de Europese staatsschuldencrisis) is hij gespecialiseerd in financieel en economisch nieuws.
In oktober 2010 publiceerde hij het boek Kan De Wever wat Leterme niet kon?, naar aanleiding van de moeilijke regeringsformatie in België na de verkiezingen van juni 2010.
Sedert 8 september 2013 presenteerde hij afwisselend met Steven Rombaut iedere week een afsluitende economische rubriek in het programma De vrije markt.
In de zomer van 2017 presenteerde hij op Radio 1 twee weken het actualiteitsprogramma De ochtend. Vanaf de zomer van 2018 werd hij een van de vaste presentatoren van het programma. Sara Vandermosten wordt Van Droogenbroecks vaste copresentator. Het duo wisselde elke week af met Xavier Taveirne en Benedikte Coussement. Voor Canvas maakte hij in het najaar van 2018 De val: tien jaar na de crisis over de kredietcrisis van 2008. Vanaf het najaar van 2020 presenteert hij De ochtend alleen nog op zaterdag voor politieke ontbijtgesprekken. Hij legde zich verder weer meer toe op financiële verslaggeving. Hij werd verder ook een van de politieke commentatoren van Villa Politica en in het seizoen 2024-2025 was hij een van de wisselende copresentatoren van De zevende dag. Vanaf het najaar van 2025 wordt hij zelf een van de vaste presentatoren van het (herziene) programma, afwisselend met Kathleen Cools.

## Persoonlijk
Michaël Van Droogenbroeck is sinds 23 maart 2013 gehuwd met VRT-nieuwsdienstcollega Annelies Van Herck, met wie hij al enkele jaren samenwoonde. Het koppel woont in Overijse. In augustus 2011 kregen ze samen een zoon.
In bijberoep is hij uitvaartverzorger.

## Publicatie
- Kan De Wever wat Leterme niet kon? (oktober 2010) - ISBN 9789089311689

- Gemeinsame Normdatei: 143386557
- International Standard Name Identifier: 0000 0001 1250 2049
- Nederlandse Thesaurus van Auteursnamen: 377060801
- Virtual International Authority File: 163961509
- WorldCat: E39PBJkp8qHmTT3DywxXBCcVmd